# Bulbophyllum membranaceum
Bulbophyllum membranaceum är en orkidéart som beskrevs av Johannes Elias Teijsmann och Simon Binnendijk. Bulbophyllum membranaceum ingår i släktet Bulbophyllum och familjen orkidéer. Inga underarter finns listade i Catalogue of Life.